# Giuseppe Ferlendis
Giuseppe Ferlendis (* 1755 in Bergamo; † 1810 in Lissabon) war ein italienischer Komponist und Oboist.

## Leben
Zu Lebzeiten war Ferlendis ein gefeierter Oboenvirtuose. Von April 1777 bis Juni 1778 hatte er eine Anstellung in der Fürsterzbischöflichen Hofkapelle in Salzburg. Sein Jahresgehalt lag mit 540 Gulden 40 Gulden über dem seines Kollegen Wolfgang Amadeus Mozart. Dieser komponierte für Ferlendis sein Oboenkonzert KV 314. In Salzburg  entstand 1777 Ferlendis erstes Oboenkonzert in F-Dur, welches dem dortigen Zeitgeschmack entspricht.
Er war 1795 in London aktiv und widmete sein dort komponiertes letztes Oboenkonzert Joseph Haydn. Seine letzte Anstellung erhielt er 1801 in Lissabon.

## Werke (Auswahl)
- Sinfonie in Es-Dur. I Allegro II Adagio III Allegro RISM ID: 850010174
- Mehrere Oboenkonzerte
- Oboensonaten
- 6 Triosonaten für Oboe, Flöte und Fagott
- 12 Divertimenti für 2 Klarinetten, 1799 RISM ID: 850001732
- Sonate für zwei Flöten c-moll I Allegro II Presto[2]